# توماس شامبيون
توماس شامبيون (بالفرنسية: Thomas Champion)‏ (و. 1999  م) هو دراج فرنسي، ولد في سان سباستيان سير لوار.

## التصنيف
| السنة     | 2020 | 2021 | 2022 | 2023 | 2024 |
| --------- | ---- | ---- | ---- | ---- | ---- |
| عالمي     | 981  | 2718 | 2141 | 2082 | 1279 |
| أوروبا    | 767  | 1774 | 1346 | -    | -    |
|           |      |      |      |      |      |
| مصدر: UCI |      |      |      |      |      |

## سجل الفوز

### سباقات أو مراحل فاز بها
| التاريخ        | السباق                  | المركز                                          |
| -------------- | ----------------------- | ----------------------------------------------- |
| 08 أغسطس 2021  | سباق النرويج 2021       | الخامس في تصنيف الجبال                          |
| 01 مايو 2022   | طواف روماندي 2022       | السادس في تصنيف الجبال                          |
| 05 فبراير 2023 | نجم بسجس 2023           | السادس في تصنيف الجبال                          |
| 28 مايو 2023   | طواف إيطاليا 2023       |                                                 |
| 20 أكتوبر 2024 | طواف قوانغشي 2024       | العاشر في تصنيف الجبال                          |
| 09 فبراير 2025 | 2025 Etoile de Bessèges | السادس في تصنيف الجبال، التاسع في التصنيف العام |